# Beatmania IIDX
Beatmania IIDX (Стилизовано записывается как beatmaniaIIDX, IIDX произносится как «ту ди-экс» или «ту делюкс») — серия музыкальных видео игр от Konami Digital Entertainment, Inc, входящая в семейство Bemani-игр. Является прямым продолжением серии beatmania. Впервые была выпущена на территории Японии в виде аркадного автомата 26 февраля 1999 года. В настоящий момент выпущено 25 частей этой игры на аркадных автоматах и 13 — для PlayStation 2. Также для PC под управлением операционных систем Windows была выпущена специальная версия игры — beatmania IIDX INFINITAS.

## Игровой процесс

### Основной игровой процесс
В играх данной серии игроки берут на себя роль диджеев, пытаясь сыграть мелодии и песни, доступные им, при помощи специального игрового контроллера. Игрок должен вовремя нажимать на кнопки, крутить «вертушку», или делать это одновременно, в зависимости от того, как идут «ноты» на экране. Ноты на экране идут в одной из 8 колонок, каждая из которых соответствует одной из кнопок или вертушке на игровом контроллере. В результате попадания по кнопкам игра выдает различные звуки, и в результате верных попаданий они будут гармонично дополнять звучащую фоном музыку, заполняя шкалу «Groove Gauge» игрока, а неверные попадания будут портить звучание, уменьшая значение данной шкалы. Точность попадания в ритм оценивается по пятизначной шкале, где самое точное попадание показывает моргающую надпись "GREAT" и количество сыгранных в правильной комбинации нот, а промах — "POOR". Если точность попадания была оценена в "GOOD" или хуже, то комбинация сбрасывается. Композиция считается хорошо сыгранной, а уровень пройденным, если в конце шкала «Groove Gauge» была заполнена на 80% или более.
Начиная с 17-й части, игровой процесс дополнили два новых типа нот: «Charge Notes», которые нужно зажимать и отпускать в определённый момент, и «Backspin Scratch», во время которого нужно вращать вертушку в одну сторону, а в конце направить в противоположную. В 23-й части появились «Hell Charge Notes» и «Hell Backspin Scratch», удержание которых будет давать со временем дополнительные очки в шкалу «Groove Gauge», а их пропуск будет аналогично уменьшать её значение до тех пор, пока игрок не отреагирует или сами ноты не закончатся.

### Сложность
Начиная с первой части по четвертую, сложность треков варьировалась по шкале от 1 (самое легкое) до 7 (самое сложное). В пятой части появилась новая наивысшая сложность — «Flashing 7», обозначаемая моргающей шкалой и символом кандзи, означающим "запрещено". В десятой части шкала была расширена до максимального значения в 8 единиц, где обозначение «Level 8» заменяло «Flashing 7». Но уже в следующей части шкала была вновь расширена, где наивысшей сложностью стала «Level 8+», иногда называемая «Flashing 8» по аналогии со старой системой. В 12-й части шкала была радикально изменена, сложность стала измеряться в пределах от 1 до 12. Данная система сложности продолжает использоваться и в последующих релизах игры.
У каждой композиции имеется по три сложности, обозначаемые числовыми значениями соответствующим шкале, а также словами Normal, Hyper и Another. У многих старых композиций Another-версия отсутствует, так как зачастую она являлась специальной, имеющей звучание отличное от обычного, отсюда и название. Впоследствии Another стал лишь обозначением для наиболее сложной версии для исполнения игроком, а её звучание перестало отличаться от версий Normal и Hyper.

### Управление
Управление в beatmania IIDX осуществляется двумя наборами из 7 кнопок и вертушки, по одному на каждого игрока. У игрока, занимающего место слева (первый игрок), кнопки будут располагаться справа от вертушки, а у второго игрока — слева.
Из семи кнопок четыре являются белыми, а три — черными. Черные кнопки находятся выше белых, и каждая из них расположена между парой белых. Это схоже с расположением кнопок «Фа»-«Фа-диез»-«Соль»-«Соль-диез»-«Ля»-«Ля-диез»-«Си» на клавиатуре пианино. Кнопки носят обозначения от 1 до 7, слева направо: белые обозначаются 1-3-5-7, черные — 2-4-6.

## Домашние издания
Компания Konami также выпускает специальные версии IIDX для PlayStation 2. Они обозначаются CS (англ. consumer software или console), в то время как аркадные версии обозначаются AC (англ. arcade cabinet или arcade). В CS-версии игр можно играть при помощи контроллера Dualshock или специального контроллера, выпускаемого Konami. Компания производит два типа контроллеров: KOC (англ. Konami Official Controller, официальный контроллер Konami) и ASC (англ. Arcade Style Controller, контроллер в аркадном стиле). Контроллеры KOC, как правило, гораздо дешевле ASC, но они меньшего размера и их внешний вид сильно отличается от аркадных. ASC же почти стопроцентно внешне повторяют аркадные контроллеры. Также свои варианты ASC выпускают и сторонние производители, такие как DJDAO, Virgoo и др.
Каждый CS-релиз игры связан с одноименной AC-версией игры: они содержат все новые песни, которые появились в связанном выпуске, с исключением в виде CS 3rd Style, которая, будучи первой CS-игрой, сочетала в себе треки из 1st Style, Substream, 2nd Style и 3rd Style соответственно. Также в CS-версиях могут быть «ревайвалы» (англ. revivals) — треки, которые были в предыдущих частях игры, «превью» (англ. preview songs) — треки, которые могут появиться в следующей AC-части игры, и «эксклюзивные» треки, которые имеются только в CS-релизе определённой части.

PC-версия игры — beatmania IIDX INFINITAS, вышла 1 января 2015 года, спустя шесть лет после beatmania IIDX 16 EMPRESS + PREMIUM BEST для PlayStation 2, и стала первой игрой серии, которая была официально выпущена для компьютеров под управлением Windows. Данная игра работает только при наличии на компьютере пользователя доступа в Интернет и оформленной платной подписки на сервис eAMUSEMENT CLOUD. Стоимость подписки составляет 1598 йен в месяц.